# Noyautage des administrations publiques
Pour les articles homonymes, voir NAP et Noyautage.
Noyautage des administrations publiques (NAP) est une organisation de la Résistance inventée par André Plaisantin et Marcel Peck, du mouvement Combat, pour infiltrer les administrations de l'État français, et lancée à partir de 1942 sur une suggestion de Claude Bourdet à Jean Moulin.

## Histoire
Créé par André Plaisantin et Marcel Peck, le NAP ne se développe efficacement qu'à partir de la fusion des mouvements de zone sud (Combat, Libération-Sud, Franc-Tireur) dans les Mouvements unis de la Résistance (MUR), au début de 1943. Il s'étend ensuite à la zone occupée.
Sous la direction nationale de Jean de Vogüé, Claude Bourdet et Marcel Peck, le NAP a pour principales missions le renseignement de la France libre et la sécurité de la Résistance, le sabotage « professionnel », la fourniture de faux papiers, la préparation de la prise du pouvoir au moment de la Libération. Il s'agissait pour cela à la fois de détecter les sympathisants déjà en poste et d'« établir la liste des fonctionnaires à maintenir, à remplacer, à sanctionner ». 
Les administrations concernées étaient notamment les préfectures, la police, le ravitaillement, l'électricité, les PTT et la SNCF.  
La branche du NAP chargée de noyauter la haute administration s'appelait Super-NAP et était dirigée par Albert Chambon, Maurice Nègre et Bernard de Chalvron, déporté à Buchenwald. Elle travaillait parallèlement avec le NAP-Police et le NAP-Préfectures et Mairies.

### La branche NAP-fer
La branche NAP-Fer voit le jour en octobre 1942, quand démarrent les grèves patriotiques en France, par une grève qui est lancée le 13 octobre aux ateliers de réparation SNCF d'Oullins, près de Lyon
L'année 1944 voit la fusion du NAP et du Super-NAP, amputé des deux branches NAP-Fer de René Hardy, remplacé par René la Combe après l'arrestation de Jean Moulin et NAP-PTT.

## Membres
- Gilbert Sylvain Pannetier au sein de la direction générale des Télécommunications, créée en 1941 (ministère des PTT), qui, après son arrestation, sera condamné à la déportation et qui mourra en Allemagne.
- Édouard Bonnefoy, préfet du Rhône, arrêté et déporté à Neuengamme, tué en mer Baltique le 3 mai 1945, avec 10 000 autres détenus, lors du naufrage du Cap Arcona, mitraillé par erreur par la Royal Air Force.
- Jacques-Félix Bussière, préfet des Bouches-du-Rhône, arrêté et déporté à Neuengamme, tué en mer Baltique le 3 mai 1945, avec 10 000 autres détenus, lors du naufrage du Cap Arcona, mitraillé par erreur par la Royal Air Force.
- Louis Dupiech, préfet de l'Aveyron, arrêté et déporté à Neuengamme, tué en mer Baltique le 3 mai 1945, avec 10 000 autres détenus, lors du naufrage du Thielbek, mitraillé par erreur par la Royal Air Force.
- Albert Fossey-François chef départemental des maquis de l'Armée secrète (décembre 1943), puis chef départemental des FFI de la Creuse (département) puis lieutenant-colonel FFI.
- André Moosmann, au ministère du Travail[4].
- Maurice Dide, arrêté et déporté à Buchenwald, où il meurt le 26 mars 1944, à l'âge de 72 ans.
- Pierre Dumas
- Frédéric Bourguet, homme politique, membre du directoire des MUR puis président du Comité départemental de Libération du Tarn
- Élie Vieux[5], instituteur. Membre du réseau NAP, il devint le quatrième chef des MUR (Mouvements unis de la Résistance) de l'arrondissement de Roanne et président du comité de libération de la ville de Roanne.
- Éveline Garnier et Andrée Jacob.
- Jean Mairey.
- Suzanne Borel.
- Robert Coutenceau, commissaire de police à Lyon puis à Annecy, déporté à Buchenwald où il meurt en 1944.
- Jean Chaigneau